# Tatsuki Nara
Tatsuki Nara (født 19. september 1993) er en japansk fodboldspiller.
Han har spillet for flere forskellige klubber i sin karriere, herunder Consadole Sapporo, FC Tokyo og Kawasaki Frontale.